# تیمو فوروهولم
تیمو فوروهولم (فنلاندی: Timo Furuholm؛ زادهٔ ۱۱ اکتبر ۱۹۸۷) بازیکن سابق فوتبال و سیاستمدار اهل فنلاند است. او در حال حاضر نماینده مجلس فنلاند، و عضو ائتلاف چپ است.
از باشگاه‌هایی که در آن بازی کرده‌است می‌توان به باشگاه فوتبال اینتر تورکو، باشگاه فوتبال هالشر و باشگاه فوتبال فورتونا دوسلدورف اشاره کرد.
وی همچنین در تیم‌های ملی فوتبال زیر ۲۱ سال فنلاند و فنلاند بازی کرده‌است.